# グラウビュンデン州

アイベックスをモチーフにしたグラウビュンデン州の紋章

グラウビュンデン州の位置

グラウビュンデン州（グラウビュンデンしゅう、独: Kanton Graubünden[ɡraʊˈbʏndn̩] ( 音声ファイル)、スイスドイツ語: Kantoo Graubünda、伊: Cantone dei Grigioni [ɡriˈdʒoːni]、ロマンシュ語: Chantun Grischun [ɡʁiˈʒun] ( 音声ファイル)、仏: Canton des Grisons [ɡʁizɔ̃]）は、スイス東部の州。
州都はクール、人口は19万6610人（2015年12月）。11の地区に分かれている。北部・西部にアレマン語系および東部にバイエルン語系を言語とするドイツ語話者が多いが、南部にはロマンシュ語、ロンバルド語系イタリア語を話す人々も住んでおり、中でもロマンシュ語話者の比率はスイス国内で最も高い。日本においてはドイツ語の「グラウビュンデン州」と呼称することが一般的になっているが、かつてはフランス語読みに由来してグリゾン州と呼称することが一般的で、現在でもそう呼称されることがある。
住民構成は、北部および西部はアレマン人、東部はバイエルン人、南部はイタリア人、ロマンス人などが定住する。

## 主な自治体

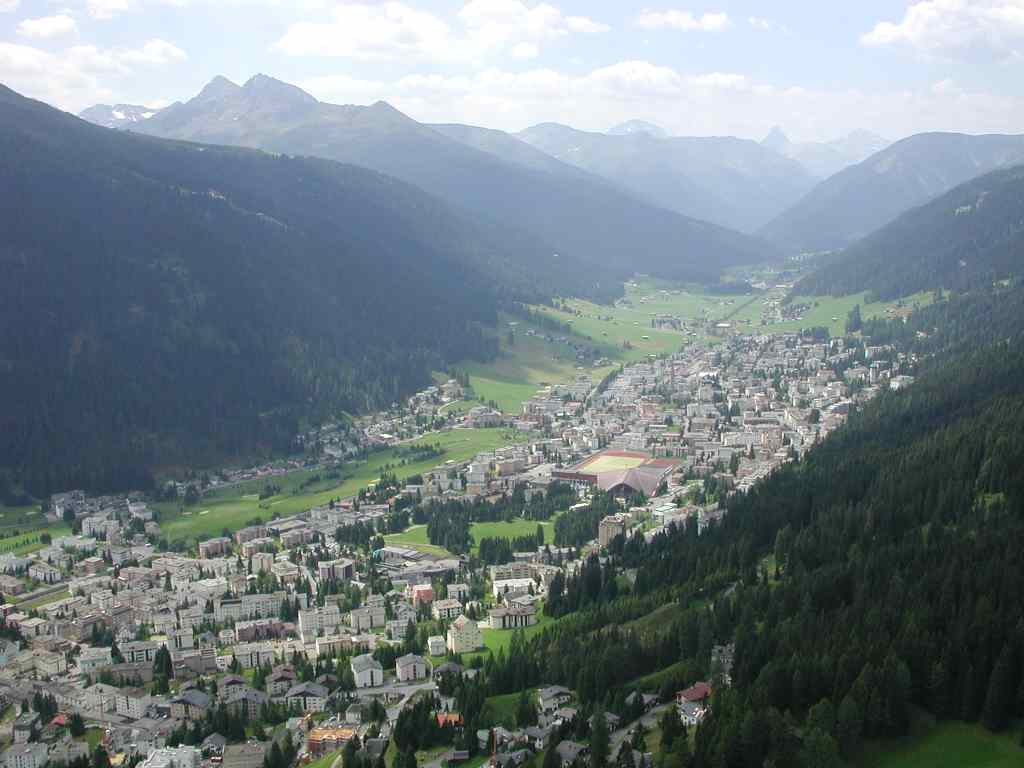
ダボス

- クール
- ダボス
- マイエンフェルト
- サン・モリッツ（ザンクト・モリッツ）
- シュクオル(ロマンシュ語圏)
- ポントレジーナ
- クロスタース
- サメーダン

## 地理

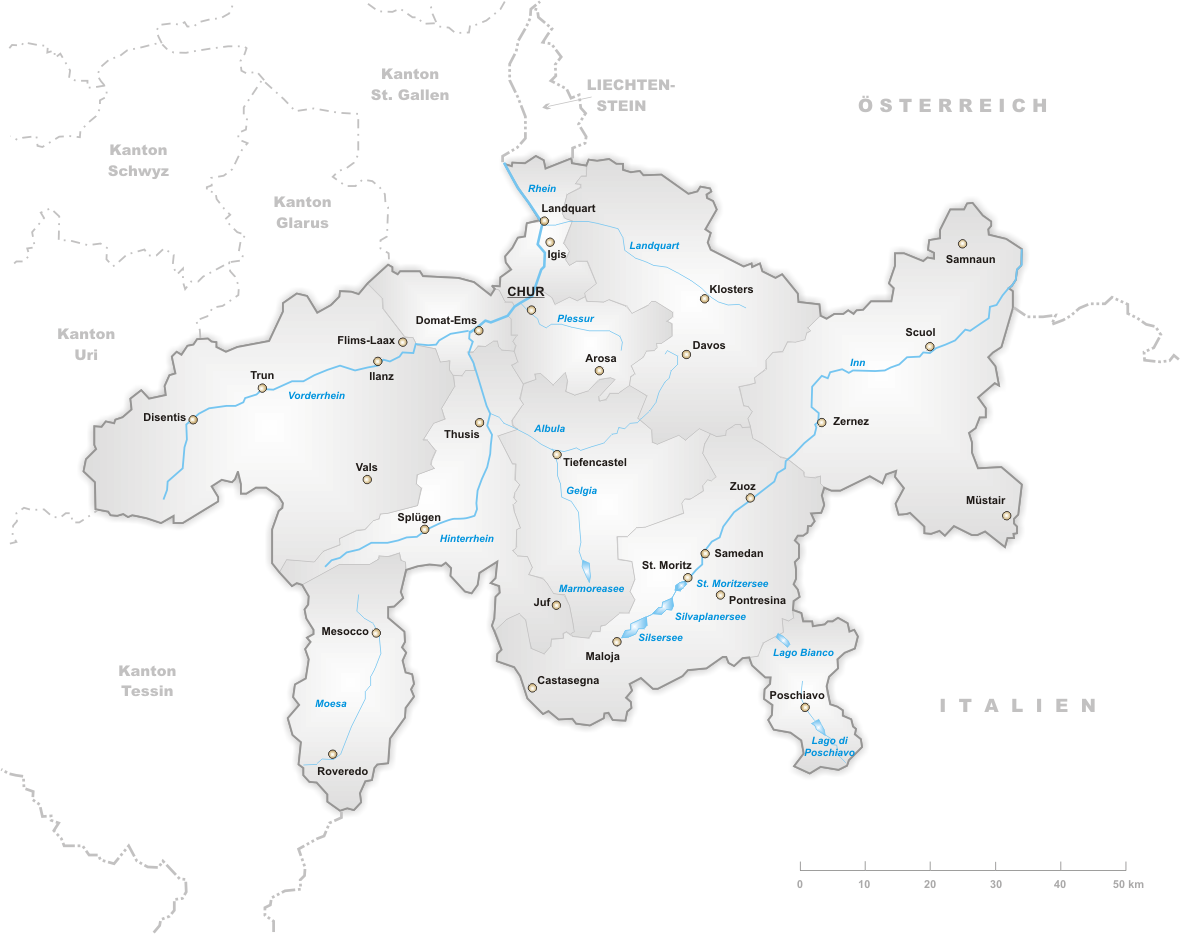
グラウビュンデン州の地図

グラウビュンデン州はスイスの中央より東に位置している。

### 隣接している州
- 北:リヒテンシュタイン国境
- 北東:オーストリア国境（フォアアールベルク州およびティロル州）

南東:イタリア国境（ロンバルディア州およびトレンティーノ＝アルト・アディジェ州）
- 西:グラールス州、ウーリ州
- 南西:ティチーノ州

## 言語
話されている言語はドイツ語、イタリア語。そして、話者数は少ないがロマンシュ語も話されている。

## 行政区
グラウビュンデン州は以下の11の地区 (Region) からなる。従来は11の郡とさらにその下の39の行政区に分かれていたが、2016年1月1日に現行の行政区分に改編された。
| 地区（公用語表記）                                                  | 地区（公用語表記）      | 地区（公用語表記）          | 人口 (2015年12月) | 面積(km2) | 基礎自治体の数 |
| ドイツ語名 （読み方）                                               | イタリア語名 （読み方） | ロマンシュ語名 （読み方）   | 人口 (2015年12月) | 面積(km2) | 基礎自治体の数 |
| ------------------------------------------------------------------- | ----------------------- | --------------------------- | ----------------- | --------- | -------------- |
| Albula （アルブラ）                                                 | Albula （アルブラ）     | Alvra （アルブラ）          | 8,138             | 683.51    | 7              |
|                                                                     | Bernina （ベルニーナ）  |                             | 4,619             | 237.30    | 2              |
| Unterengadin/Münstertal （ウンターエンガディン/ミュンシュタータル） |                         | Engiadina Bassa/Val Müstair | 9,476             | 1196.66   | 5              |
| Imboden （インボーデン）                                            |                         | Il Plaun （イル=プラウン）  | 20,158            | 203.81    | 7              |
| Landquart （ランドクアルト）                                        |                         |                             | 24,532            | 174.67    | 8              |
| Maloja （マローヤ）                                                 | Maloggia （マロージャ） |                             | 18,698            | 973.61    | 12             |
|                                                                     | Moesa （モエザ）        |                             | 8,426             | 496.03    | 12             |
| Plessur （プレスール）                                              |                         |                             | 41,730            | 285.31    | 6              |
| Prättigau Davos （プレティガウ・ダボス）                            |                         |                             | 26,257            | 853.40    | 11             |
| Surselva （スルセルヴァ）                                           |                         | Surselva （スルセルヴァ）   | 21,325            | 1373.54   | 17             |
| Viamala （フィアマラ）                                              |                         |                             | 13,251            | 627.59    | 25             |
| 合計 (11)                                                           | 合計 (11)               | 合計 (11)                   | 196,610           | 7105.33   | 112            |

## 交通
空港
- エンガディン空港

鉄道
- スイス連邦鉄道（SBB・CFF・FFS）
- レーティッシュ鉄道（RhB）

## 関連する作品
- ターナー 『グリゾンの雪崩』 1810年[3]